# 前720年代

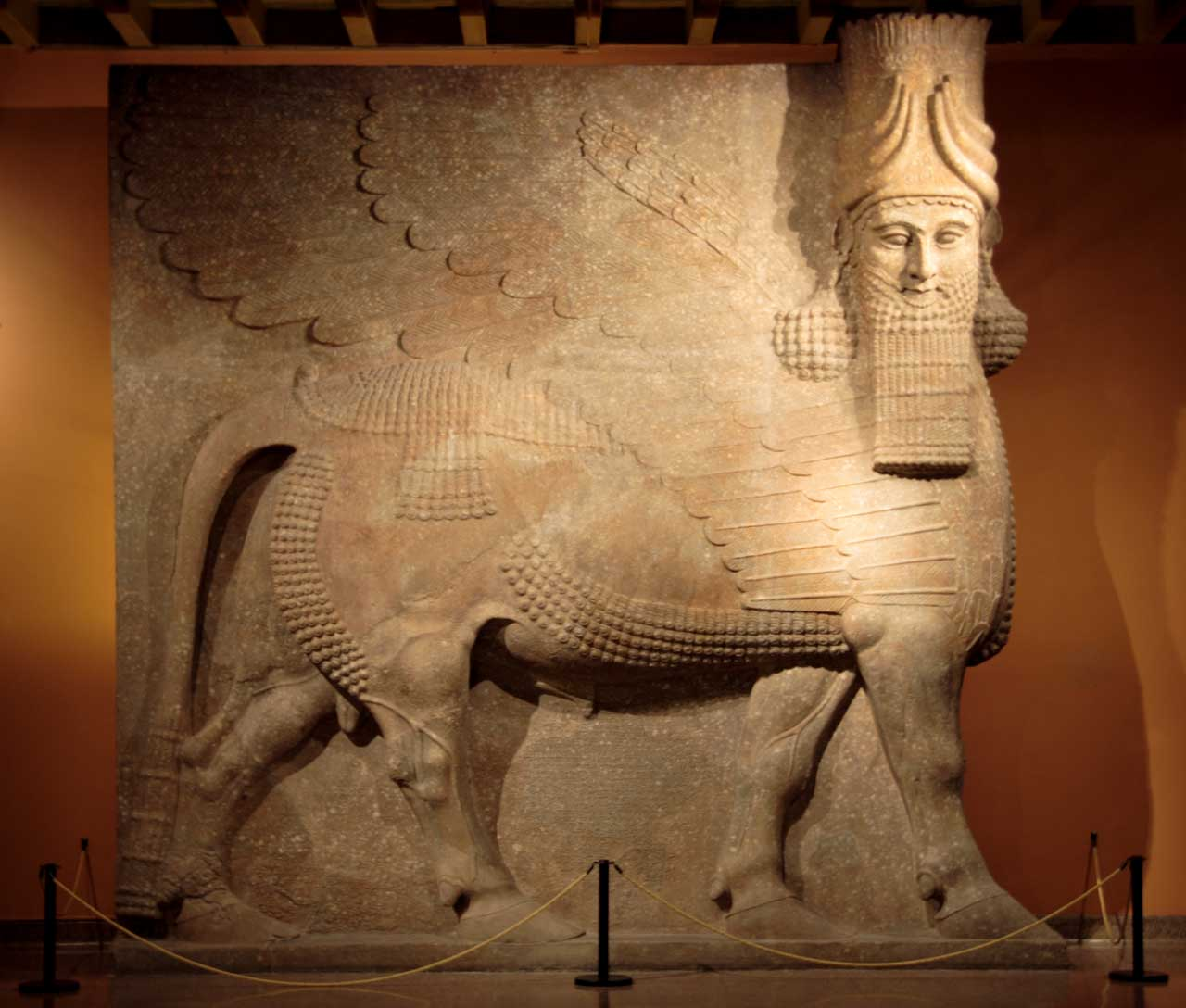

| 千纪： | 前1千纪 |
| 世纪： | 前9世纪 \| 前8世纪 \| 前7世纪                                                                              |
| 年代： | 前750年代 \| 前740年代 \| 前730年代 \| 前720年代 \| 前710年代 \| 前700年代 \| 前690年代                    |
| 年份： | 前729年 \| 前728年 \| 前727年 \| 前726年 \| 前725年 \| 前724年 \| 前723年 \| 前722年 \| 前721年 \| 前720年 |

## 重要事件及趋势
- 前722年，魯隱公即位，《春秋》纪年开始。
- 前723年, 希波墨涅斯任雅典執政官
- 共叔段之亂

## 重要人物
- 提格拉特帕拉沙尔三世，亚述国王
- 管仲，齐国政治人物
- 晉孝侯
- 周平王

## 出生
- 前720年：柳下惠
- 前723年：管仲生于齐国。

## 逝世
- 前727年：提格拉特帕拉沙尔三世
- 前723年：鲁惠公薨，其子鲁隐公即位。
- 前722年：公子益师、何細亞、萨尔玛那萨尔五世
- 前720年：周平王